# Платник
Платник — особа, з рахунку якої ініціюється переказ коштів або яка ініціює переказ шляхом подання до банку або іншої установи — члена платіжної системи документа на переказ готівки разом з відповідною сумою коштів.

## Джерело
- Інструкція про безготівкові розрахунки в Україні в національній валюті